# Тибетский буддизм

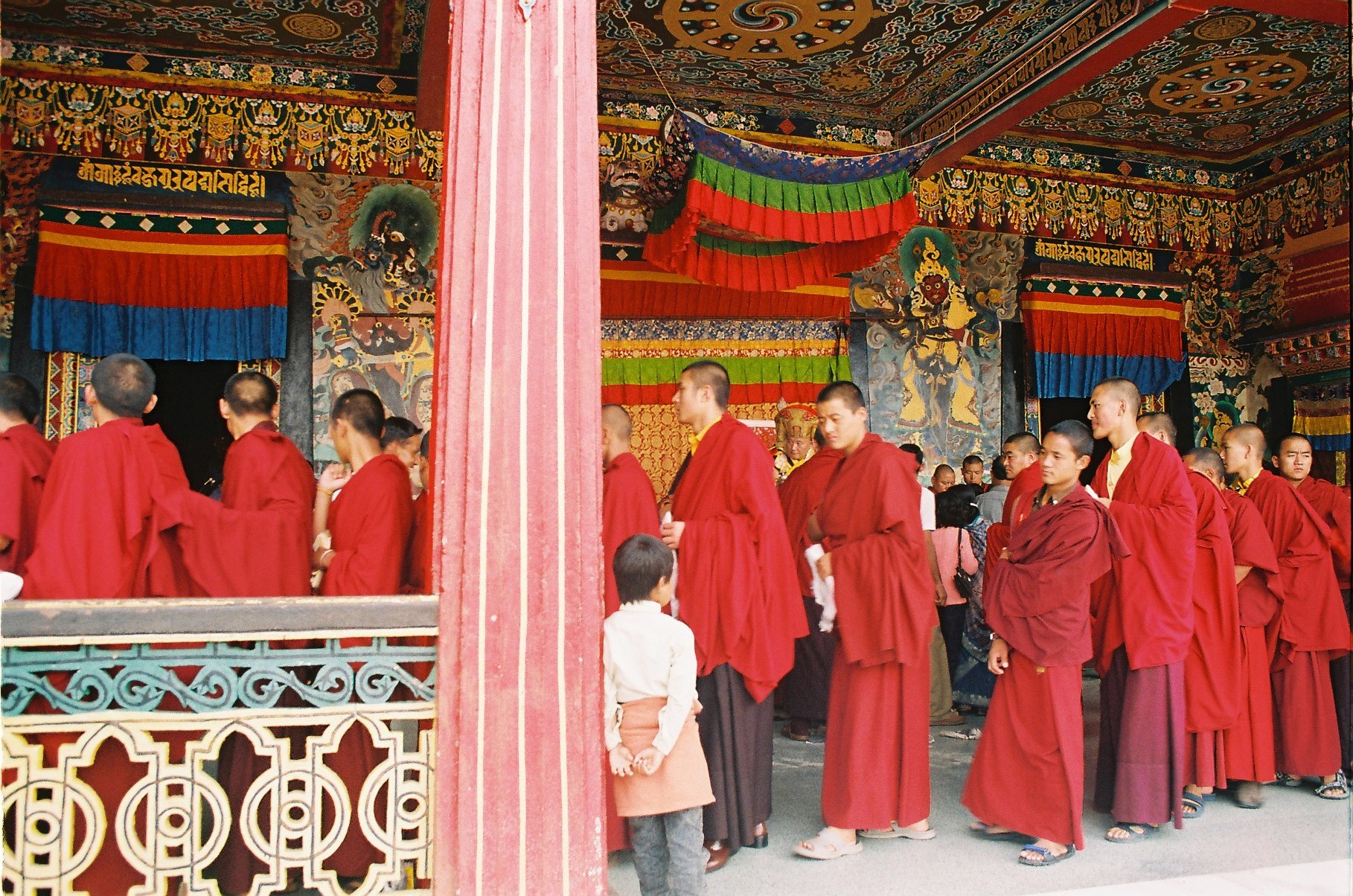
Тибетские монахи в монастыре в Сиккиме

Тибе́тский будди́зм (ранее также некорр. ламаи́зм) — направление в буддизме, относящееся к махаяне и ваджраяне, распространённое в Тибете (c прилегающими областями Гималаев), Бутане, Монголии, Бурятии, Калмыкии, Тыве и ряде других регионов.
Тибетский буддизм — комплекс философских учений и традиций Махаяны, включая Ваджраяну, возникший на территории Индии, но получивший развитие в средние века и новое время в Тибете и сопредельных территориях. При этом в Тибете и на сопредельных территориях были сохранены и развиты многие буддийские традиции и учения (включая аутентичные тексты сутр и тантр), утраченные впоследствии в Индии (после десятого века новой эры).
Одной из характерных черт традиционного тибетского буддизма непосредственно в Тибете (и отчасти в других регионах) является передача буддийского учения (Дхармы), духовной и светской власти в рамках традиции «перерождений» (тулку) видных буддийских деятелей. В своём развитии данная идея привела к объединению духовной и светской власти в институте Далай-лам.
Громадное значение в тибетском буддизме имеет своеобразный «культ» ламы (санскр. — гуру), без помощи которого, как считается, практика (садхана) часто бывает неэффективной. Существует иерархия лам в рамках каждой из школ тибетского буддизма.

## История буддизма в Тибете

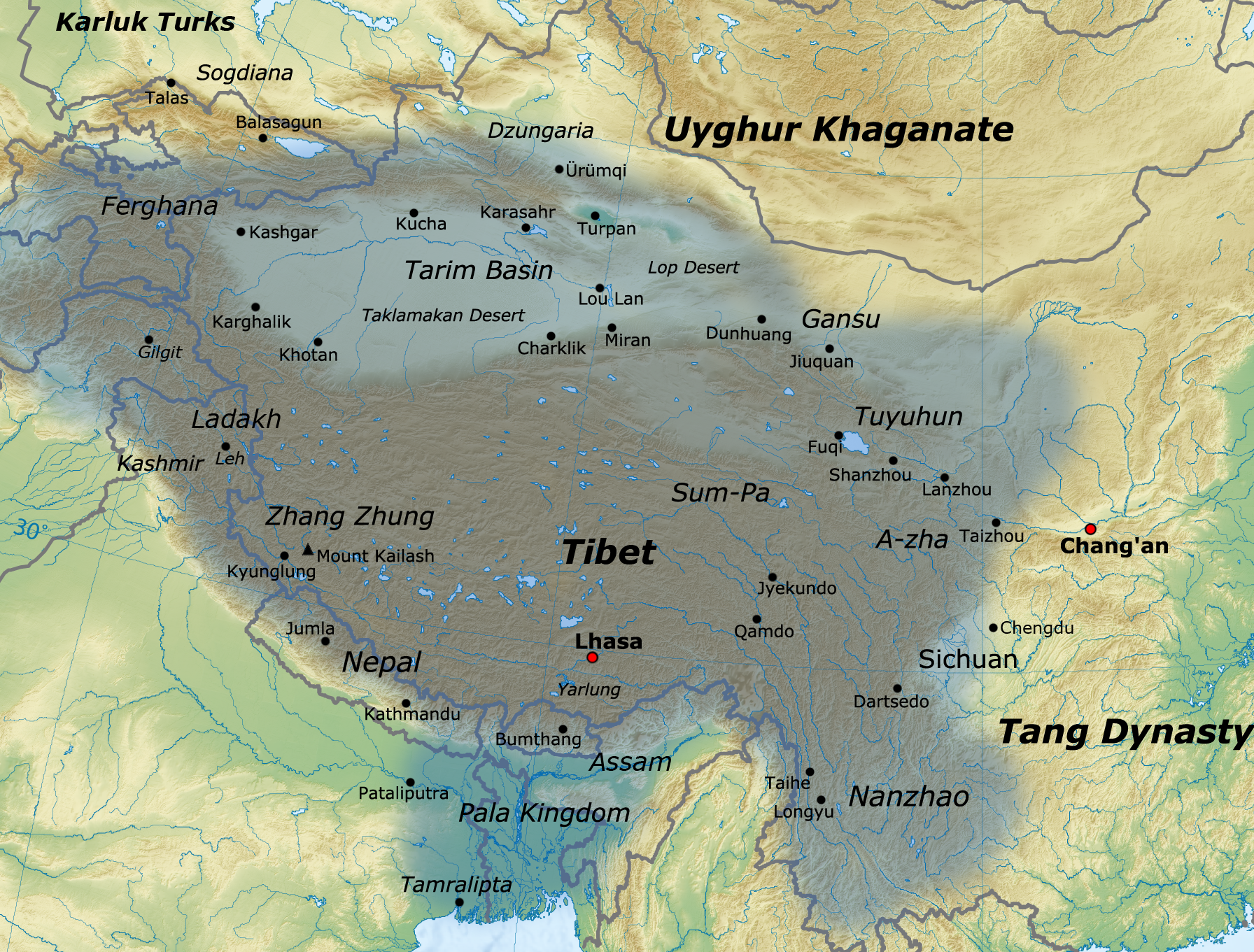
Тибетская империя в VIII веке

### Проникновение буддизма в Тибет
Буддизм зародился в Индии еще до н. э., однако вскоре он распространился широко за пределы своего изначального региона. Первые буддисты начали проникать в Тибет еще в IV веке, но лишь в VII веке власти страны в лице царя Сонгцен Гампо (627—649) проявили к нему искренний интерес. Развивающееся государство активно заимствовало иностранные достижения. Сонгцен Гампо женился на китайской и непальской принцессах, привёзших с собой изображения Будды, а также астрологические и медицинские тексты тех традиций, которым следовали. Царь направил в Кашмир миссию с целью разработки более совершенной системы тибетской письменности.
Однако главным буддийским миссионером Тибета был Падмасамбхава, которого по преданию изгнали из Индии за убийство. Изгнанник, получивший известность как Гуру Ринпоче, основал Самье — первый буддийский монастырь в Тибете. К тому времени, в стране уже существовала религия бон, с которой буддизм вступил в полемическое противоборство. Демоны старой религии получили статус дхармапала — «защитники учения». Под воздействием местных шаманских традиций большую роль в тибетском буддизме получили магические ритуалы (цам) и авторитет наставника (лама).
Между этим периодом и известным диспутом в монастыре Самъе в конце VIII века, когда во время правления царя Трисонг Децена было принято решение, что в Тибете будет принята не китайская (в форме Чань), а индийская форма буддизма, состоялись контакты с другими буддийскими традициями. В это время владычество Тибета распространялось на государства-оазисы пустынь Восточного Туркестана, контакты с буддизмом в Западном Туркестане простирались до Самарканда.
В середине IX века при царе Ландарме имели место сильные гонения на буддизм, и традиция Ньингма продолжала существовать в основном тайно; многие тексты были спрятаны в пещерах и были обнаружены лишь спустя несколько столетий. Однако жестокий царь Ландарма был в 842 году убит буддийским монахом, что привело к разрушению Тибетской империи, но способствовало укреплению буддизма в данном регионе.
Высокогорное неприступное положение Тибета, благожелательность местных правителей и мусульманская экспансия в сопредельных регионах Центральной и Южной Азии привело к превращению страны в центр мирового буддизма. Так в XII веке прекратил свое существование и возродился позже в Тибете индо-буддийский университет Наланда.

### Становление школ тибетского буддизма
После наступления более благоприятного времени, начиная приблизительно с X века, в Тибете формируется система четырех школ:
- Сакья, основана в 1073 и связана с новыми переводами индийской философии йогачара и Мадхъямака. Из Сакьи в XIII веке выделилась традиция Джонанг.
- Кагью, была также основана в XI веке ламой Марпа, который заимствовал из Индии традицию ваджраяна. Его учеником был Миларепа
- Ньингма (дзогчен) — старейшая школа тибетского буддизма, впитавшая наибольшее количество элементов бон.
- Гелуг (до XIV века: Кадам) — из этой традиции вышел первый далай-лама, который был учеником буддийского реформатора Цонкапы (1357—1419). Центром традиции является монастырь Ганден. Эта линия восходит к гуру Атиша, который восстановил буддизм после гонений Ландармы.

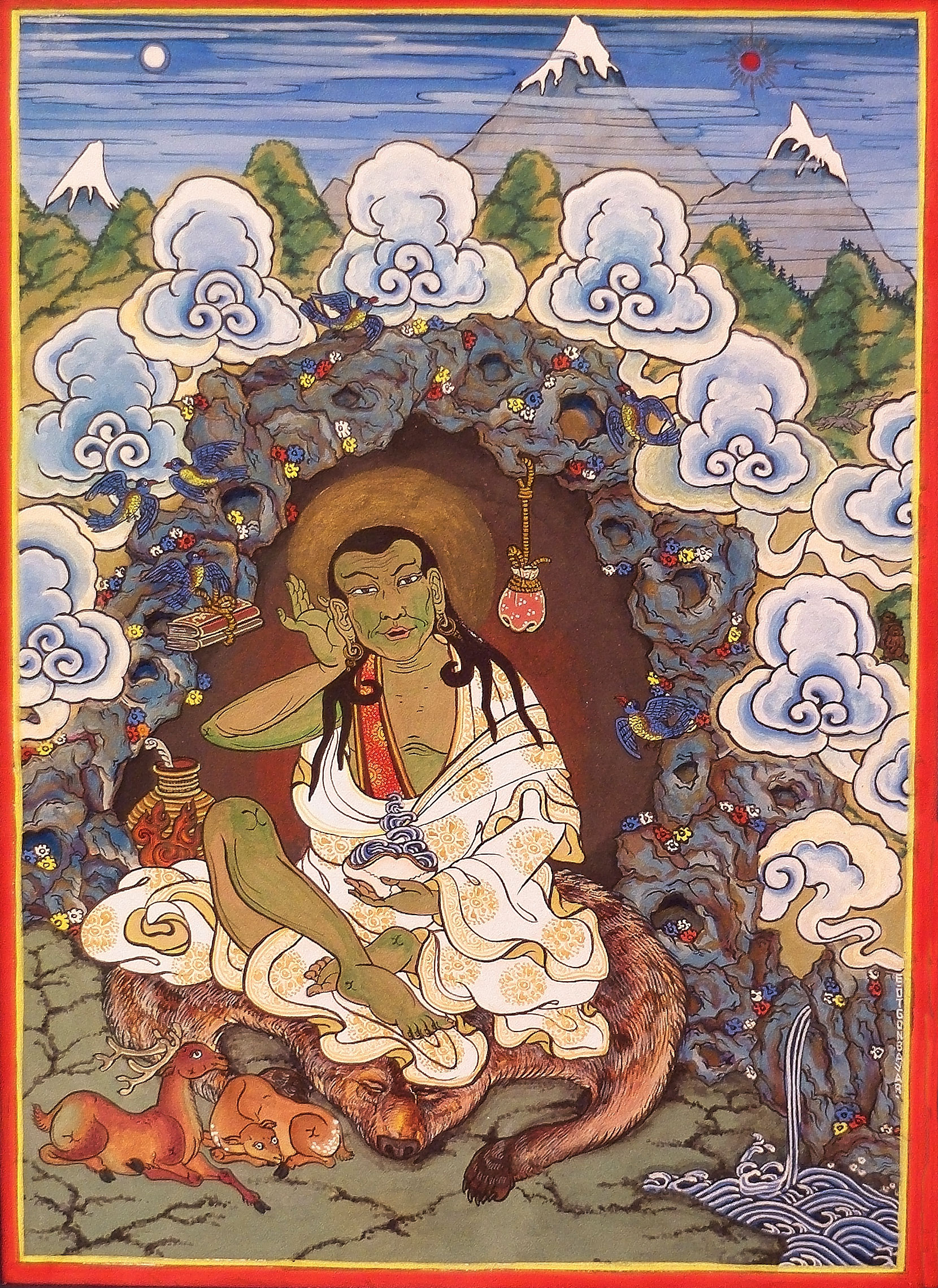
Миларепа, Танка (живопись), Темпера, хлопок, 21 x 30 см, Отгонбаяр, Эршу (2008)

В традиции Кагью существуют две главные линии. Дагпо Кагью развилась из линии Тилопы, Наропы, Марпы, Миларепы и Гампопы. Она подразделяется на 12 линий, одна из них — Карма Кагью, главой которой традиционно является Кармапа. Наиболее важными из этих двенадцати линий являются Друкпа Кагью, Дрикунг Кагью и Таглунг Кагью. Вторая главная линия Кагью, Шангпа Кагью, восходит к индийскому учителю Кхьюнгпо Налжор.
В XIII веке Пагба-лама из традиции Сакья смог стать духовным наставником монгольского Хубилай-хана и влиятельным сановником при дворе, а тибетский буддизм стал официальной религией Империи Юань, частью которой был Тибет.
В 1354 году в результате восстания Джанчуб Гьялцена духовно-политическая гегемония в Тибете перешла от школы сакья к кагью.
Далай-лама V (XVII век) утвердил с помощью ойратского Гуши-хана гегемонию школы гелуг, объединил весь Тибет под протекторатом Хошутского ханства и с 1642 года стал не только духовным, но и политическим лидером. Победа гелуг была обеспечена, в том числе за счет военной победы над школой кагью, которой покровительствовал монгольский хан Цогто-тайджи. Панчен-лама I был одним из учителей Далай-ламы V. В последующем тот из них, кто старше, становится учителем, кто моложе — учеником.

## Тибетский буддизм — Доме-бон и Шиваизм
До появления буддизма в Тибете уже существовала религия Доме-бон. В процессе длительного взаимодействия обеих традиций и сформировались особенности тибетского буддизма, отличающие его как от восточноазиатского (китайского), так и южноазиатского (шриланкийского) варианта. В частности под влиянием Доме-бона тибетский буддизм особое внимание уделяет бардо — состоянию между воплощениями. Также под воздействием Доме-бона в тибетском буддизме заметно сильное почитание духовных существ, причем не просто просветленных, но и обращенных демонов (дхармапала), которым посвящали особые изображения (танка) и церемонии (цам). Таким образом, тибетский буддизм содержит в себе множество заимствований из автохтонной тибетской религии Доме-бон.
Также тибетский буддизм имеет множество заимствований из Шиваизма.
Однако шиваитские тантры, создававшиеся с конца IX века и позже, демонстрируют заметное влияние буддийских тантр.

## Сопоставление школ тибетского буддизма
Анализируя пять традиций тибетского буддизма, можно прийти к выводу, что все они следуют буддийским учениям древней и ранне-средневековой Индии как своей первоначальной основе. Все они изучают философские догматы четырёх буддийских традиций Индии, рассматривая это как путь к достижению всё более тонкого понимания реальности.
В этом отношении они все признавали, что наиболее совершенной является Мадхьямика (философия «Срединного Пути»). Все они соблюдают традицию проведения диспутов, широко распространённую в индийских монастырях, а также традицию великих созерцателей Индии, махасиддх. Все они следуют объединённому пути сутры и тантры, которые имеют «общую махаянскую доктринальную основу».
Общей для них является и традиция монашеских обетов; это традиция хинаянской школы Муласарвастивада, развившаяся из Сарвастивады и незначительно отличающаяся от распространенной в Юго-Восточной Азии и Китае традиции Тхеравады.
В Тибете не получила распространения традиция полностью посвящённых монахинь (бхикшуни), хотя в тибетских монастырях существовал институт послушниц.
Приблизительно 85 % монашеских обетов не отличаются от обетов в других традициях буддизма (как в махаяне, так и в тхераваде). Однако незначительные различия существуют. Одежда монахов тёмно-бордового цвета, а рубашки не имеют рукавов. Буддийские тексты переводились на тибетский язык главным образом с санскрита, лишь некоторые были переведены с китайского, в случае, когда был утерян санскритский подлинник. Есть и оригинальные произведения на тибетском языке.
Тексты хранятся в двух главных собраниях: Кангьюр (Ганджур), объединяющий подлинные слова Будды, и Тенгьюр (Танджур), в котором собраны комментарии. Это один из самых крупных корпусов (наряду с Китайской Трипитакой, в которую вошли также многие тексты, переведенные и с языка пали, например один из важнейших текстов — Дхаммапада, отсутствовавшая в Тибетском каноне до 1983 г.) буддийской канонической литературы, содержащий наиболее полное изложение индийской буддийской традиции, что особенно ценно, так как начиная с XII-XIII веков буддизм в Индии потерял влияние в результате тюркских вторжений из Афганистана. Большинство утраченных санскритских подлинников текстов махаяны сохранилось исключительно в тибетских переводах. Великий вклад тибетцев в буддизм состоит в дальнейшем развитии его организации и методов обучения. Тибетцы-лоцзавы (переводчики) и учёные-буддисты разработали способы раскрытия глубинного смысла всех основных канонических буддийских текстов, системы толкования и обучения.
Следует отметить колоссальную роль, которую играет наставник (санскр. — гуру, тиб. — лама), который даёт посвящение ученикам (монахам и мирянам в соответствии со статусом каждого, а также соответственно способностям и карме каждого), позволяющее практиковать и изучать буддийские доктрины, представленные в данной школе, к которой относится каждый конкретный наставник. Он же обучает учеников тонкостям доктрины и медитативных практик. Считается, что лишь под руководтством гуру (ламы) может быть достигнут успех в духовной практике.

## Распространение тибетского буддизма

### Сопредельные с Тибетом территории
Под влиянием Тибета буддизм в Средние века распространился в других районах Гималаев, таких как Ладакх, Лахул-Спити, Киннуар, область Шерпа в Непале, Сикким, Бутан и Аруначал.

### Монголия
Монголы познакомились с тибетской буддийской традицией в XIII веке, когда сын Угэдэй-хана Годан пригласил главу школы Сакья Кунга Гьелцена в качестве своего духовного наставника. Во времена правления хана Хубилая в Монголию прибыл следующий глава школы Сакья — Пагба-лама. Для помощи в переводе буддийских текстов он разработал новую монгольскую письменность. Примерно в это же время в страну пришла также традиция Карма Кагью. Помимо Хубилая, тибетский буддизм был принят некоторыми другими наследниками Чингисхана, а именно: ханами Чагатайского улуса, правившими в Восточном и Западном Туркестане, а также ильханами, правившими в Персии. В середине XIV века, незадолго до отделения Китая от монгольской империи Юань, влияние буддизма в ней ослабело.
Новая волна буддизма пришла в Монголию в XVI веке благодаря усилиям западномонгольских ханов и первых Далай-лам, официально принявших этот титул от монгольского хана (Далай-лама III, Далай-лама IV и Далай-лама V), когда главной формой распространившегося среди монголов тибетского буддизма стала традиция Гелуг. При этом незначительные следы традиций Сакья и Кагью сохранились, несмотря на то, что эти школы не признавались официально.
В конце XVI века в Монголии стал формироваться особый стиль буддийской храмовой архитектуры, в частности, при постройке монастыря Эрдэни-Дзу на месте древней столицы монголов — Каракорума. В тот же период с тибетского языка на монгольский были переведены полные собрания текстов Ганджура и Танджура. Крупнейшие монгольские учёные стали писать комментарии к буддийским сочинениям, иногда на монгольском, но большей частью на тибетском языке. Из Тибета в Монголию перешла и монашеская традиция.
Ключевым событием в адаптации тибетского буддизма в Монголии стало появление на основе линии перерождений тибетского Джецуна Таранатхи линии Богдо-гэгэнов, или Халха-Джебдзундамба-хутухт, которые стали традиционными главами буддизма в стране. Резиденция Богдо-гэгэнов находилась в Урге (ныне Улан-Батор).
С течением времени тибетский буддизм естественным образом приспособился к условиям Монголии. Например, первый Богдо-гэгэн Дзанабадзар (конец XVII — начало XVIII вв.) создал специальную одежду монгольских лам для ношения главным образом в свободное от выполнения церемоний время. На основе уйгурской и монгольской письменности он разработал алфавит Соёмбо, использовавшийся для транслитерации тибетских и санскритских слов.

### МаньчжурияиКитай

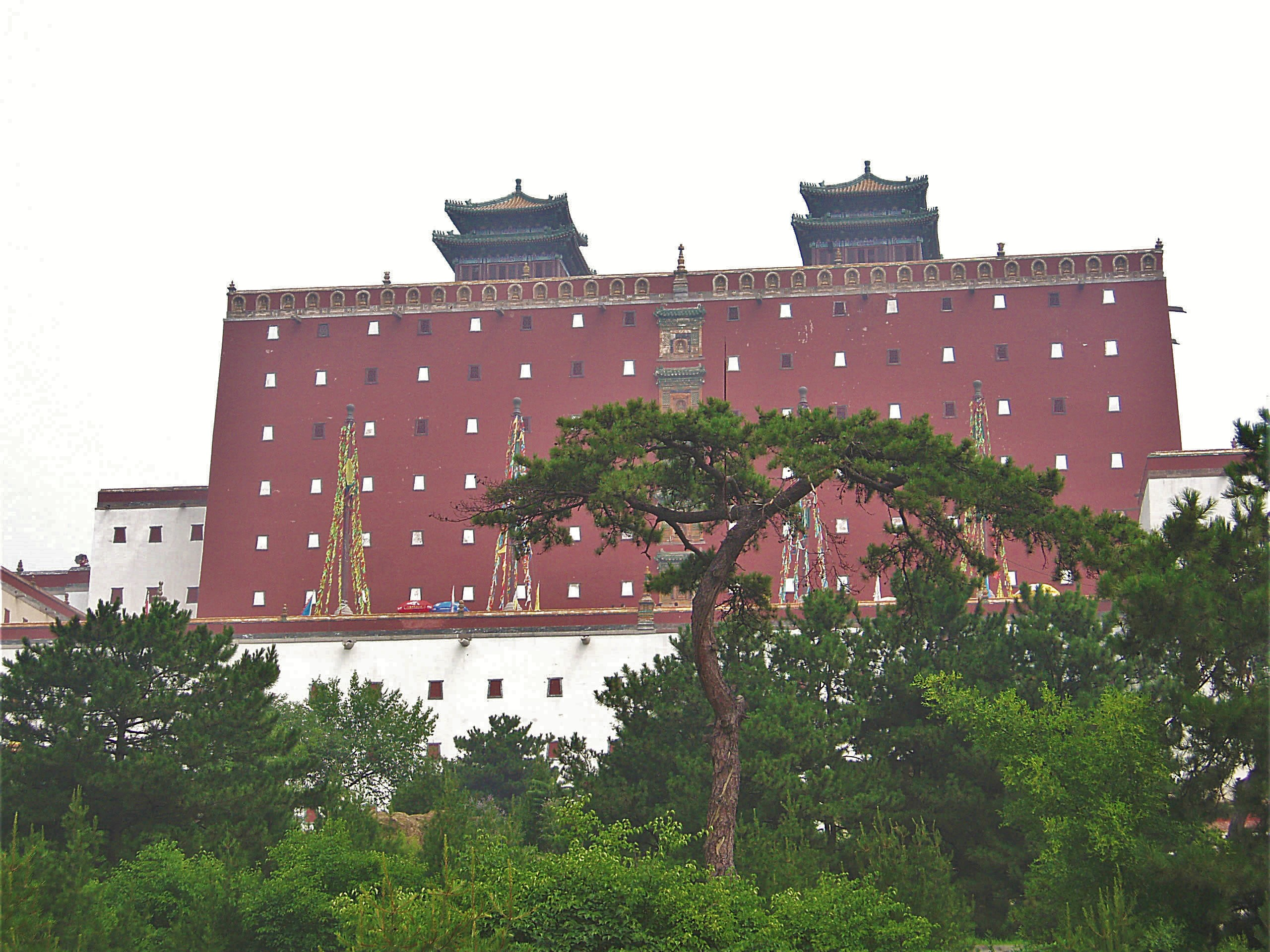
Путоцзунчэн — китайская копия лхасской Поталы

В XVII веке тибетский буддизм, и в первую очередь традиция Гелуг, попал к маньчжурам, а после завоевания ими Китая — и в северные области Поднебесной. В Пекине был основан тибетский монастырь, а в Гехоле, летней столице маньчжуров, расположенной на северо-востоке от Пекина, были построены точные копии лхасской Поталы — Путоцзунчэн, и монастырей Самье и Ташилунпо. Канон Ганджур был полностью переведён с тибетского языка на маньчжурский, в основе письменности которого лежит адаптированный монголами уйгурский алфавит.

### Бурятия
В начале XVII века тибетский буддизм из Монголии проник на север к бурятскому населению Забайкалья. Вторая линия пришла непосредственно из тибетского монастыря Лабранг Ташикьил в провинции Амдо. С целью ослабления позиций Богдо-гэгэнов и влияния монголов и маньчжуров в этой части России, царское правительство в 1764 году дало настоятелям Тамчинского дацана, как главам бурятского буддизма, титул Пандидо Хамбо-лам, чтобы сделать бурятскую традицию официально независимой от монгольской.
Обучение бурят в Тибете продолжалось, и многие из них делали карьеру и духовный рост в монастырях Лхасы и других центрах. Ценшапом — партнёром Далай-ламы XIII по философским диспутам, которые являются важной частью буддийского образования, был бурятский лама Агван Доржиев. Под его влиянием в Петрограде в 1915 году был построен тибетский буддийский монастырь традиции Гелуг.
В 1920-х годах часть бурят переселилась из Забайкалья во Внутреннюю Монголию и там продолжила буддийские традиции, прерванные в Бурятии в период советской власти.

### Тыва
В XVIII веке тибетский буддизм из Монголии попал также к тюркоязычному населению Тывы, хотя, как было отмечено ранее, первая волна буддизма пришла сюда ещё в IX веке от уйгуров. Как и в Забайкалье, это была главным образом традиция Гелуг; традиция Ньингма также получила значительное распространение. Настоятели Чаданского хурэ, как главы буддистов Тывы, получили титул Камбы-лама. Поскольку Тыва, подобно Монголии, до 1912 года находилась под маньчжурским правлением, тувинские Камбы-ламы подчинялись непосредственно Богдо-гэгенам в Урге: буддизм здесь имел значительно более тесные связи с Монголией, чем буддизм Бурятии, и мирно сосуществовал с местной традицией шаманизма: в одних случаях люди обращались к шаманам, а в других — к буддийским священникам.

### ОйратыиДжунгарское ханство
К западным монголам, ойратам, тибетский буддизм впервые попал в XIII веке, однако не получил широкого распространения. Более глубокие корни он пустил в конце XVI — начале XVII веков, когда получила распространение традиция Гелуг, пришедшая непосредственно из Тибета и, отчасти, из Монголии и была воспринята в Джунгарском ханстве в Восточном Туркестане (ныне Синьцзян-Уйгурский автономный район КНР, Восточный Казахстан, а также Алтай). Шаманизм в этих районах был запрещён Советом ханов.

### Калмыкия
Когда часть ойратов отделилась от Джунгарии в начале XVII века и переселилась в район между Волгой и Доном к северу от Каспийского моря, организовав новое Калмыцкое ханство, они принесли с собой собственную традицию тибетского буддизма. Большую помощь им оказал получивший образование в Тибете ойрат Зая-Пандита, Намкхай Гьяцо, который на основе монгольского письма разработал калмыцко-ойратскую письменность. Глава калмыцкого буддизма назначался царём и именовался Лама калмыцкого народа. Его резиденция располагалась в Астрахани, и, подобно бурятскому Пандито Хамбо-ламе, он не входил в буддийскую иерархию Внешней Монголии. Вплоть до XIX века духовное руководство калмыки получали непосредственно из Тибета. Несмотря на то, что наибольшее распространение у калмыков имела традиция Гелуг, они приняли также некоторые обряды традиций Сакья и Кагью.

#### После падения Джунгарского ханства
В XVIII веке маньчжурская империя Цин завоевала Джунгарское ханство и во второй половине того же столетия многие калмыки вернулись из России в Джунгарию и присоединились к ойратам, ещё остававшимся в этой области, принеся с собой сильную буддийскую традицию. Эта традиция продолжает существовать среди ойратов в северных районах Восточного Туркестана. Одна ветвь тувинцев, также подвергшихся гонениям маньчжуров, дошла до центральной части Восточного Туркестана, и, очевидно, основала собственную традицию тибетского буддизма в районах Урумчи и Турфана.

## Тибетский буддизм в эмиграции

### Далай-лама
После подавления антикитайского восстания в Тибете Далай-лама XIV был вынужден оставить столицу Тибета Лхасу в ночь на 17 марта 1959 года, чтобы найти убежище в Индии.
С этого времени живёт в Индии, в Дхарамсале (штат Химачал-Прадеш), где находится Тибетское правительство в изгнании.

### Шамбала-буддизм
Шамбала-буддизм — одна из первых организаций тибетского буддизма, которая начала преподавание в странах Запада.
В 1959 году, уже широко известный на родине как учитель буддизма, лама Кагью Чогьям Трунгпа Ринпоче бежал от китайского нашествия из Тибета в Индию пешком через Гималаи и начал проповедовать в 1968 году тибетский буддизм на Западе.
После его смерти в 1987 году, его сын Сакйонг Мипам Ринпоче продолжает традицию Шамбала-буддизма, соединяющей элементы школ Карма Кагью и Ньингма.

## Символы
Одним из символов тибетского буддизма является бесконечный узел.
Колесо Закона (Дхарма-чакра) — также один из символов тибетского буддизма.

### Переводы
- Будон Ринчендуб. История буддизма (Индия и Тибет). Пер. с тиб. Е. Е. Обермиллера, пер. с англ. А. М. Донца. — СПб.: Евразия, 1999. ISBN 5-8071-0025-5
- Гой-лоцава Шоннупэл. Синяя Летопись / Перевод с тибетского Ю. Н. Рериха, перевод с английского О. В. Альбедиля и Е. Ю. Харьковой. — СПб.: Евразия, 2001. — 768 с. Серия: «Пилигрим». ISBN 5-8071-0092-1
- Гунтан Данби Донме. Обучение методу исследования текстов сутр и тантр. Пер. с тиб. и монг., комм.: Е. Островская-мл. М: Ладомир, 1997. ISBN 5-86218-281-0
- Дже Гампопа. Драгоценное Украшение Освобождения. Перевод с тиб. Бориса Ерохина. СПб., 2001. ISBN 5-94121-005-1.
- Далай-лама XIV. Буддизм Тибета. Пер. с тибет. А. Терентьева. М.: Нартанг, 1991 Архивировано
- Далай-Лама XIV. Мир тибетского буддизма. — СПб.: Нартанг, 1996. — 226 с.
- Сумба-кханбо Ешей-Балджор. Пагсам-джонсан: История и хронология Тибета. Пер. с тиб., предисл., комментарии: Р. Е. Пубаев. Новосибирск: Наука, 1991. ISBN 5-02-029730-5
- Соднам-Цземо. Дверь, ведущая в Учение. Перевод с тибетского, послесловие и комментарий Р. Н. Крапивиной. СПб, 1994
- Саджа Соднамджалцан. Тибетская летопись «Светлое зерцало царских родословных». Пер с тиб., вступ. ст.: Кузнецов Б.И. Л., 1961
- Чже Цонкапа. Большое руководство к этапам Пути Пробуждения. Т. 1. Пер. с тибет. А. Кугявичуса. СПб.: Нартанг, 1994. ISBN 5-87761-005-8
- Ba Salnang. dBa' bzhed: The Royal Narrative concerning the bringing of the Buddha’s Doctrine to Tibet. Transl. Wangdu, Pasang, and Diemberger, Hildegard. Vienna: Verlag der Österreichischen Akademie der Wissenschaften, 2000. ISBN 978-3-7001-2956-1.

### Исследования
- Аюшеева Д. В. Основные особенности и тенденции распространения тибетского буддизма на Западе // Религиоведение. — 2011. — № 4. — С. 74—80. — ISSN 2072-8662. Архивировано 3 июня 2013 года.
- Богословский В. А. Очерк истории тибетского народа. М.: ИВЛ, 1962
- Балагушкин Е. Г., Гуща И. А. Буддизма тибетского школы // Религиоведение. Энциклопедический словарь / Под ред. А. П. Забияко, А. Н. Красикова, Е. С. Элбакян. — М.: Академический проект, 2006. — С. 147—150. — 1256 с. — ISBN 5-8291-0756-2.
- Владимирцов Б. Я. Буддизм в Тибете и Монголии // [Владимирцов Б. Я.] Работы по истории и этнографии монгольских народов. М.: Вост. лит., 2002. С. 125—140. ISBN 5-02-018184-6
- Востриков А. И. Тибетская историческая литература. — М.: Издательство Восточной Литературы, 1962. 2-е изд.: Сост., коммент. А. В. Зорина. — СПб.: Петербургское Востоковедение, 2007. — 336 с. ISBN 5-85803-347-9 (ошибоч.).
- Жуковская Н. Л. Ламаизм // Буддизм: Словарь / Абаева Л. Л., Андросов В. П., Бакаева Э. П. и др. Под общ. ред. Н. Л. Жуковской, А. Н. Игнатовича, В. И. Корнева. — М.: Республика, 1992. — 288 с. — ISBN 5-250-01657-X.
- Кочетов А. Н. Ламаизм. — М.: Наука, 1973. — 199 с. — 25 000 экз.
- Кочетов А. Н. Буддизм-ламаизм. — М.: Знание, 1976. — 63 с. — (Новое в жизни, науке, технике;). — 55 300 экз.
- Кузьмин С. Л. Скрытый Тибет. история независимости и оккупации. С.-Петербург: издательство А.Терентьева, 2010.
- Кузьмин С. Л. Буддизм и социализм: сравнительный анализ взаимодействий в СССР, ТНР, МНР и КНР // Религия и общество на Востоке, 2019, Вып. 3, с. 249—291.
- Кычанов Е., Савицкий Л. Люди и боги Страны снегов: Очерки истории Тибета и его культуры. М., 1975; Спб., 2006
- Молодцова Е. Н. Тибет: сияние пустоты. М.: Алетейя, 2001. ISBN 5-89321-080-8
- Островская-мл. Е. А. Тибетский буддизм. СПб.: Азбука-классика, 2008. ISBN 978-5-395-00237-2
- Религии и культура Тибета
- Тибетский буддизм: теория и практика. Новосибирск: Наука, 1995. ISBN 5-02-030756-4
- Торчинов Е. А. Буддийская традиция Тибета // Введение в буддологию. СПб.: Санкт-Петербургское философское общество, 2000. С. 140—167. ISBN 5-93597-019-8
- Туччи Дж. Религии Тибета. Пер. с итал. О. В. Альбедиля. СПб.: Евразия, 2005. ISBN 5-8071-0168-5
- Цыбиков Г. Ц. Избранные труды. Т. 1. Буддист-паломник у святынь Тибета. Новосибирск: Наука, 1991. ISBN 5-02-029626-0
- Beyer, S. The Cult of Tara — Magic and Ritual in Tibet. L., 1973
- Beckwith, C. I.. The Tibetan Empire in Central Asia: A History of the Struggle for Great Power among Tibetans, Turks, Arabs, and Chinese during the Early Middle Ages. Princeton: Princeton University Press, 1987. ISBN 0-691-05494-0. First paperback edition, with a new afterword, 1993. ISBN 0-691-02469-3
- Snellgrove D. L., Richardson, H.A Cultural History of Tibet. London: Weidenfeld & Nicolson, 1968
- Snellgrove D. L. Indo-Tibetan Buddhism: Indian Buddhists and their Tibetan successors. London: Serindia, 1987